# 이란판

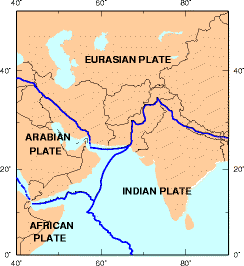
이란 판은 유라시아 판의 최남단이다.

이란 판은 이란, 파키스탄, 아프가니스탄, 이라크에 걸쳐있는 판이다. 이란 판은 북쪽의 유라시아 판과 남쪽의 아라비아 판 사이에서 압축되어 조산 운동이 활발하다.

## 참고 문헌
- William Bayne Fisher: The Middle East: a Physical, Social, and Regional Geography. Routledge 1978, ISBN 978-0-416-71520-0, p. 15-16
- (영어) 2003년 이란 지진